# Menippos
Menippos (gr.: Μένιππος; IV/III w. p.n.e.) – pochodzący  z Gadary syryjskiej, hellenistyczny pisarz oraz filozof ze szkoły cynickiej.

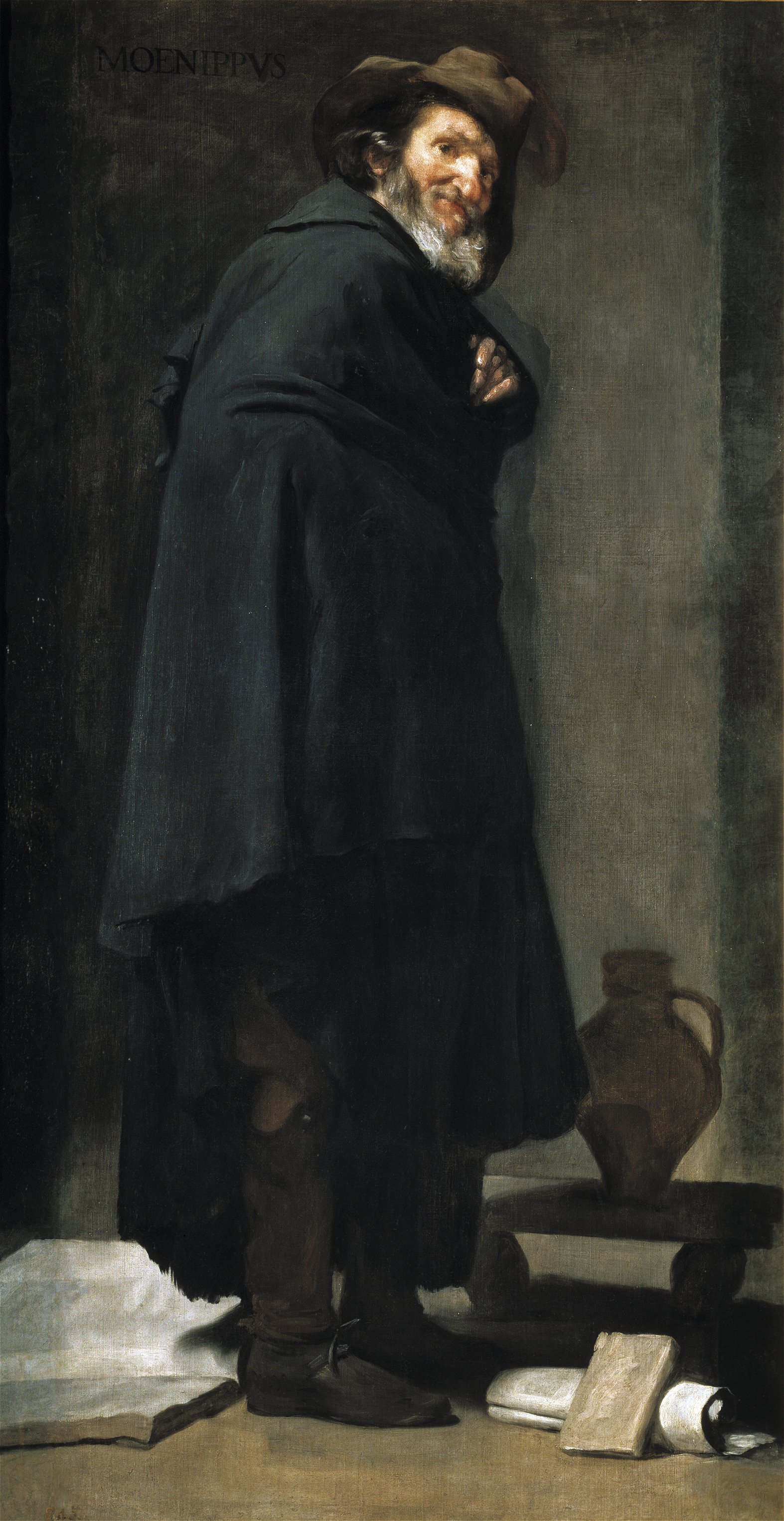
Menippos, Diego Velázquez

Pisał prozą przemieszaną wierszem. Tym samym stworzył tzw. satyrę menippejską, a jego twórczość była inspiracją dla późniejszych twórców (m.in. Lukiana, Seneki, Petroniusza). Pisał swe dzieła z cynicką ironią. Krytykował ludzi i bogów. Powagę treści mieszał z motywami komedii i parodii, przez co zyskał przydomek spudogeloios (poważny śmieszek). Z jego dzieł zachowały się 2 drobne fragmenty oraz 3 tytuły:
- Diathekai – Testamenty
- Epistolai kekompseumenai apo tu ton theon prosopu – Listy bogów niby przez bogów ułożone
- Nekyia – Odwiedziny w Podziemiu[2]

Menippos był najprawdopodobniej niewolnikiem, a życie, jakie prowadził, było dalekie od głoszonych ideałów cynickich. Cenił dobra materialne i pożyczał pieniądze na wysoki procent. Po zmowie dłużników i utracie całego majątku miał się powiesić.